# 말띠 며느리
말띠 며느리는 1979년 공개된 대한민국의 영화이다.

## 배역
- 김보연
- 이대근
- 여운계
- 사미자
- 이승현